# 博多爾岩
博多爾岩（英語：Bordal Rock），是南極洲的岩石，位於南喬治亞群島，處於特羅爾許爾灣西南面3公里，由英國南極名稱諮詢委員命名，該岩石由英國海外領土管轄。